# Языки манден
Языки манде́н (мандинго) — группа западной ветви семьи манде. Распространены в Западной Африке (Мали, Гвинея, Гвинея-Бисау, Сенегал, Гамбия, Буркина-Фасо, Кот-д’Ивуар,Сьерра-Леоне, Либерия).
Представляет собой языковой/диалектный континуум, в котором выделяются несколько нормативных вариантов, на основании которых формируются литературные языки: манинка, бамана, мандинка, дьюла, хасонка (Мали, 120—200 тыс.), мау (Кот-д’Ивуар, 170 тыс.). Каждый из этих языков представлен значительным числом диалектов, причём отнесение промежуточных диалектов к тому или иному из этих языков часто условно. За их пределами находятся языки манден, не имеющие стандартных вариантов: манья (Либерия — 45 тыс., Гвинея — 25 тыс.), конья (Гвинея 130 тыс.), марка-дафин (Буркина Фасо — 200 тыс., Мали — 25 тыс.), болон (Буркина Фасо, 17 тыс.), кагоро (Мали, 15 тыс.), джаханка (Мали, Сенегал, Гвинея, Гвинея-Бисау).
Классификация языков может быть представлены следующим образом:
- западный кластер: мандинка (Сенегал), западный манинка (Мали, Сенегал), хасонка (Мали), кагоро (Мали)
- восточный кластер: бамана (Мали), (восточный) манинка (Гвинея, Мали), марка-дафин (Буркина-Фасо), мау (Кот-д’Ивуар), дьюла (Кот-д’Ивуар, Буркина-Фасо), манья (Либерия; Гвинея), конья (Гвинея) и некоторые другие
- язык болон (Буркина-Фасо)
- язык сининкере (Буркина-Фасо)

Общее число говорящих ок. 20 млн, в том числе для 10 млн эти языки являются родными.
Прародиной считается район Манден на границе Мали и Гвинеи (между Бамако и Сигири). М. стал преобладающим языком Древнего Мали (XIII—XVI вв.), что способствовало его распространению в долине Нигера к западу от «внутренней дельты» (XIII—XIV вв.), в Сенегамбии (с XIII—XIV вв.), на севере нынешнего Кот-д’Ивуара (с XVII в.), на западе нынешней Буркины Фасо (XVII—XVIII вв.).
В колониальный период использовался в туземных войсках. После получения независимости укрепился статус национальных вариантов манден как отдельных языков (манинка — в Гвинее, бамана — в Мали, дьюла — в Буркина Фасо и Кот-д’Ивуаре, мандинка — в Гамбии, Сенегале и Гвинее-Бисау). Этой тенденции пытается противостоять движение нко, в идеологии которого манден считается единым языком.

## Грамматика
Языки манден аналитические, с элементами агглютинации.
Жёсткий порядок слов: подлежащее — (глагольный показатель) — (прямое дополнение) — глагольное сказуемое (глагольный показатель) — косвенное дополнение с послелогом.
Два тона, сфера действия тона — слово, сложные правила реализации тонов в предложении.
Существительные подразделяются на формальные классы относительных («неотчуждаемая принадлежность») и автосемантичных («отчуждаемая принадлежность»); многие глаголы лабильные (переходные — непереходные — рефлексивные); морфологически маркирована только каузативная деривация.

## Письменность
Письменность на основе латинского алфавита; также используется алфавит нко, в Сенегамбии и Гвинее-Бисау — арабская графика.